# Фаріон Анна
Анна Фаріон (23 березня 1870, с. Ридодуби, нині Україна — 16 липня 1931, м. Сифтон, Канада) — канадська громадська діячка. Дружина Теодора Фаріона.

## Життєпис
Анна Фаріон народилася 23 березня 1870 року в селі Ридодуби, нині Чортківський район Тернопільська область Україна.
Від 1897 — у Канаді (міста Брендон, Сифтон), де з чоловіком провадила крамницю (від 1919).
Діяльна в церковних та громадських органіціях, жертводавець на українські потреби.